# Akins Motorsports
Akins Motorsports est une ancienne écurie NASCAR basée à Mooresville en Caroline du Nord.

## Parcours en NASCAR Busch Series
Créée en 1992 par Brad Akins et dirigée par Doug Stringer, l'écurie s'engage en NASCAR Xfinity Series, seconde division de la discipline, en 1999 et participe à 269 courses jusqu'à sa vente à Braun Racing en 2006. Son palmarès est de 3 victoires, 81 top 10 et 4 pole positions.
Elton Sawyer s'impose au volant de la Ford no 98 à Loudon en 1999 et Kasey Kahne au volant de la Ford no 38 à Miami en 2003 puis de la Dodge no 38 à Fort Worth en 2005.